# Triple seco

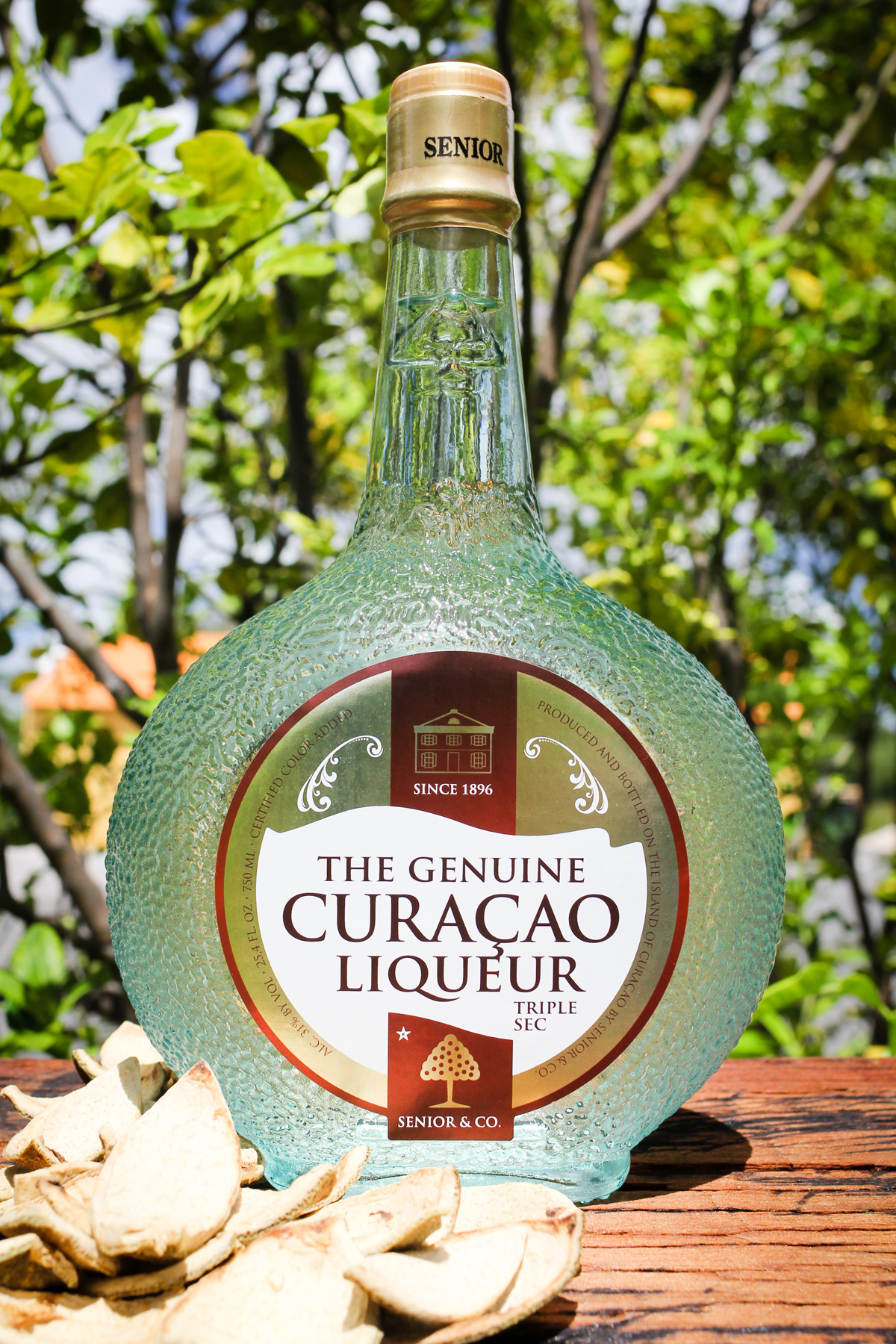

El triple seco, del francés triple sec, es un licor incoloro de 40 % de alcohol, hecho a partir de la destilación de cáscaras de naranja. Su nombre viene de su triple destilación.

## Características
El triple seco es el resultado de la triple destilación de una mezcla de cáscaras de naranjas dulces y amargas, maceradas en un alcohol neutro. Las naranjas se recolectan cuando aún están verdes, lo que asegura que la esencia obtenida tenga un aroma más pronunciado. Se añade agua y azúcar así como hierbas y otros ingredientes aromáticos que varían según las marcas. Se considera que los triple secos de mejor calidad tienen una graduación alcohólica de entre 38° y 40°, si bien se encuentran desde 20°.

## Historia
La tradición de elaborar licores destilando cáscaras de naranjas procede de Europa. Los holandeses de la Compañía Neerlandesa de las Indias Orientales ya destilaban cáscaras de naranjas amargas de la isla caribeña de Curaçao (colonia suya desde el siglo XVII) en Europa en el siglo XVIII y probablemente antes, introduciendo así el gusto por el licor de naranja en el continente. El triple-sec aparece como un producto derivado del curaçao en Francia en el siglo XIX. El primero habría sido Jean-Baptiste Combier, quien se instaló en Saumur, en el valle del Loira, en 1834 y creó en 1848 el Elixir Raspail basándose en una fórmula del químico François Vincent Raspail en la que sustituyó el alcanfor por un destilado de cáscaras de naranjas. Buscando un perfecto equilibrio, combinó cáscaras de naranja amarga de Haití y naranjas dulces de Valencia. Tras una denuncia de Raspail, renombró el licor Elixir Combier, el triple seco con el que hizo fortuna. En el siglo XXI la firma sigue produciendo ese primer triple seco bajo el nombre de L'original Combier, manteniendo la receta original.
La marca francesa Cointreau fue la que acuñó el término triple-sec empezando a producir un licor llamado Curaçao en 1859, para cambiar su nombre a Curacao Triple-Sec en 1869 y finalmente denominarlo Triple-sec en 1880. Edouard Cointreau, hijo del fundador, creó un nuevo proceso de destilación para conseguir un licor tres veces más intenso y menos dulce que los licores de su época, pero no pudo patentar su licor con el nombre de «triple sec», porque la oficina de patentes no admitía nombres compuestos de dos adjetivos («triple» y «seco»). Ante el éxito de su licor y los numerosos intentos de otras destilerías de imitarlo, decidió registrarlo bajo su propio apellido, Cointreau, así como la tradicional botella cuadrada de la marca con su lazo rojo, en 1885.
El triple seco es desde entonces un nombre genérico aplicable a licores producidos por numerosos licoristas bajo este nombre. Aunque no lleven la denominación en su nombre comercial, son triple secos el Curaçao y el Grand Marnier.